# Tarenna curtisii
Tarenna curtisii är en måreväxtart som först beskrevs av George King, och fick sitt nu gällande namn av Frederic Newton Williams. Tarenna curtisii ingår i släktet Tarenna och familjen måreväxter. Inga underarter finns listade i Catalogue of Life.